# Anatoli Gurtowoi
Anatoli Gurtowoi (russisch Анатолий Гуртовой; englische Transkription Anatoly Gurtovy oder Anatoly Gurtovoy; * 1972 oder 1973) ist ein russischer Geschäftsmann und Pokerspieler.

## Pokerkarriere
Gurtowoi spielt auf der Onlinepoker-Plattform PokerStars unter dem Nickname nameless55. Seit 2008 nimmt er an renommierten Live-Turnieren teil.
Anfang Januar 2009 belegte der Russe beim Main Event des PokerStars Caribbean Adventures auf den Bahamas den 149. Platz für 12.500 US-Dollar Preisgeld. Anfang September 2011 wurde er bei einem High Roller der European Poker Tour (EPT) in Barcelona Vierter für knapp 65.000 Euro. Ende Mai 2012 landete Gurtowoi beim EPT-Main-Event in Monte-Carlo auf dem zwölften Rang und erhielt dafür 70.000 Euro. Mitte Oktober 2016 wurde er von Guy Laliberté, dem Gründer des Cirque du Soleil, zum Big One for One Drop Extravaganza, einem exklusiven Pokerturnier in Monte-Carlo, eingeladen. Beim mit einem Buy-in von einer Million Euro bis dahin teuersten Pokerturnier weltweit erreichte der Russe bei einem Feld von 26 Spielern den Finaltisch. Dort belegte er am Abend des 16. Oktober 2016 nach verlorenem Heads-Up gegen den Chinesen Elton Tsang den zweiten Platz und erhielt ein Preisgeld von knapp 5,5 Millionen Euro. Seitdem erzielte Gurtowoi keine weitere Geldplatzierung bei einem Live-Turnier.
Insgesamt hat sich Gurtowoi mit Poker bei Live-Turnieren mehr als 6,5 Millionen US-Dollar erspielt.